# Lopës
Lopës là một xã trong quận Tepelenë thuộc hạt Gjirokastër, Albania. Dân số năm 2005 là 1263 người.